# Лаино
Лаи́но (итал. Laino) — коммуна в Италии, располагается в регионе Ломбардия, в провинции Комо.
Население составляет 514 человек (2008 г.), плотность населения составляет 86 чел./км². Занимает площадь 6 км². Почтовый индекс — 22020. Телефонный код — 031.
Покровителем коммуны почитается святой Лаврентий, празднование 10 августа.

## Демография
Динамика населения:

## Администрация коммуны
- Официальный сайт: